# 2020年東京オリンピックのバレーボール競技・女子北中米カリブ海予選
2020年東京オリンピックのバレーボール競技・女子北中米カリブ海予選（とうきょうオリンピックのバレーボールきょうぎ・じょしほくちゅうべいかりぶかいよせん）は、2020年東京オリンピックのバレーボール競技の女子北中米カリブ海予選である。2020年1月にドミニカ共和国のサントドミンゴで開催された。

## 大会方式
出場4チームが1回戦総当たりを行い、優勝チームに2020年東京オリンピック出場権が与えられる。

## 出場チーム
2020年東京オリンピック出場権を獲得していないチームの中で、2019年NORCECAチャンピオンズカップの最上位チームと、2019年北中米カリブ海選手権の上位3チーム（2019年NORCECAチャンピオンズカップ最上位チームを除く）に出場権が与えられる。
| チーム         | 備考                                    |
| -------------- | --------------------------------------- |
| ドミニカ共和国 | 2019年NORCECAチャンピオンズカップ準優勝 |
| カナダ         | 2019年北中米カリブ海選手権3位           |
| プエルトリコ   | 2019年北中米カリブ海選手権4位           |
| メキシコ       | 2019年北中米カリブ海選手権5位           |

## 開催地・日程
- 開催地： ドミニカ共和国・サントドミンゴ パラシオ・デ・ロス・デポルテス・ビルヒリオ・トラベソ・ソト（スペイン語版）
- 日程：2020年1月10日-12日

## 順位決定方式
各プールの順位は以下のように定める。
1. 勝数の多いチームを上位とする。
2. 勝数が等しい場合は、試合ごとにセットカウントにより与えられる獲得ポイントの多いチームを上位とする。
3. 勝数・獲得ポイントが等しい場合は、得点率（得点÷失点）で上位を決める。
4. それでも決着がつかない場合は、セット率（得セット÷失セット）で上位を決める。
5. それでも決着がつかない場合は、当該チームの対戦成績で1～4の順で比較して上位を決める。

| 獲得ポイント   | 獲得ポイント | 獲得ポイント |
| セットカウント | 勝利         | 敗戦         |
| -------------- | ------------ | ------------ |
| 3-0            | 5            | 0            |
| 3-1            | 4            | 1            |
| 3-2            | 3            | 2            |

## 試合結果
試合開始時間はそれぞれ現地時間。
|  | 2020年東京オリンピック出場 |

|      |                | 試合 | 試合 | Pts | 得点 | 得点 | 得点   | セット | セット | セット   |
| 順位 | チーム         | 勝   | 敗   | Pts | 得点 | 失点 | 得点率 | 得     | 失     | セット率 |
| ---- | -------------- | ---- | ---- | --- | ---- | ---- | ------ | ------ | ------ | -------- |
| 1    | ドミニカ共和国 | 3    | 0    | 12  | 280  | 216  | 1.296  | 9      | 3      | 3.000    |
| 2    | プエルトリコ   | 2    | 1    | 8   | 237  | 247  | 0.960  | 6      | 5      | 1.200    |
| 3    | カナダ         | 1    | 2    | 7   | 275  | 290  | 0.948  | 6      | 7      | 0.857    |
| 4    | メキシコ       | 0    | 3    | 3   | 241  | 280  | 0.861  | 3      | 9      | 0.333    |

出典：FIVB
| 日程    | 開始  |                | 結果 |                | 1set  | 2set  | 3set  | 4set  | 5set  | 総得点  | R                  |
| ------- | ----- | -------------- | ---- | -------------- | ----- | ----- | ----- | ----- | ----- | ------- | ------------------ |
| 1月10日 | 17:00 | カナダ         | 2–3  | プエルトリコ   | 22–25 | 25–22 | 25–22 | 23–25 | 12–15 | 107–109 | P2 P3 Match Centre |
| 1月10日 | 21:27 | ドミニカ共和国 | 3–2  | メキシコ       | 25–19 | 25–17 | 21–25 | 23–25 | 15–5  | 109–91  | P2 P3 Match Centre |
| 1月11日 | 17:00 | プエルトリコ   | 3–0  | メキシコ       | 25–20 | 25–22 | 25–23 |       |       | 75–65   | P2 P3 Match Centre |
| 1月11日 | 19:00 | カナダ         | 1–3  | ドミニカ共和国 | 13–25 | 25–21 | 19–25 | 15–25 |       | 72–96   | P2 P3 Match Centre |
| 1月12日 | 16:00 | メキシコ       | 1–3  | カナダ         | 25–21 | 19–25 | 18–25 | 23–25 |       | 85–96   | P2 P3 Match Centre |
| 1月12日 | 18:00 | ドミニカ共和国 | 3–0  | プエルトリコ   | 25–20 | 25–18 | 25–15 |       |       | 75–53   | P2 P3 Match Centre |

## 最終順位
| 順位 | チーム         |
| ---- | -------------- |
| 1    | ドミニカ共和国 |
| 2    | プエルトリコ   |
| 3    | カナダ         |
| 4    | メキシコ       |

|  | 2020年東京オリンピック出場 |